# 托西纳
托西纳，是西班牙安达卢西亚自治区塞维利亚省的一个市镇。总面积14平方公里，总人口8828人（2001年），人口密度631人/平方公里。